# Giovanni Battista Pittoni

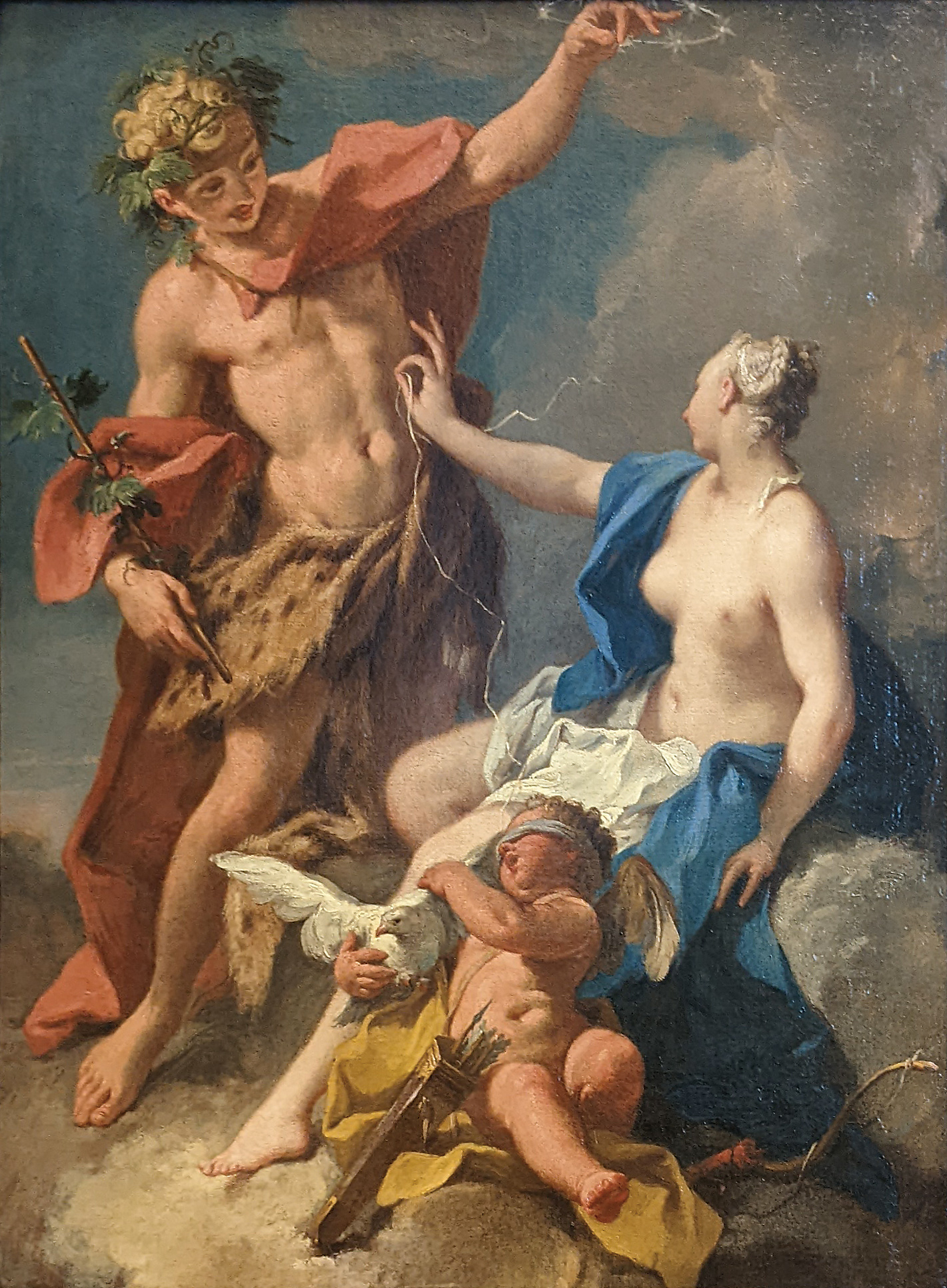
Baco y Ariadna, h. 1720/25. Óleo sobre lienzo, 62 x 46 cm, París, musée du Louvre.

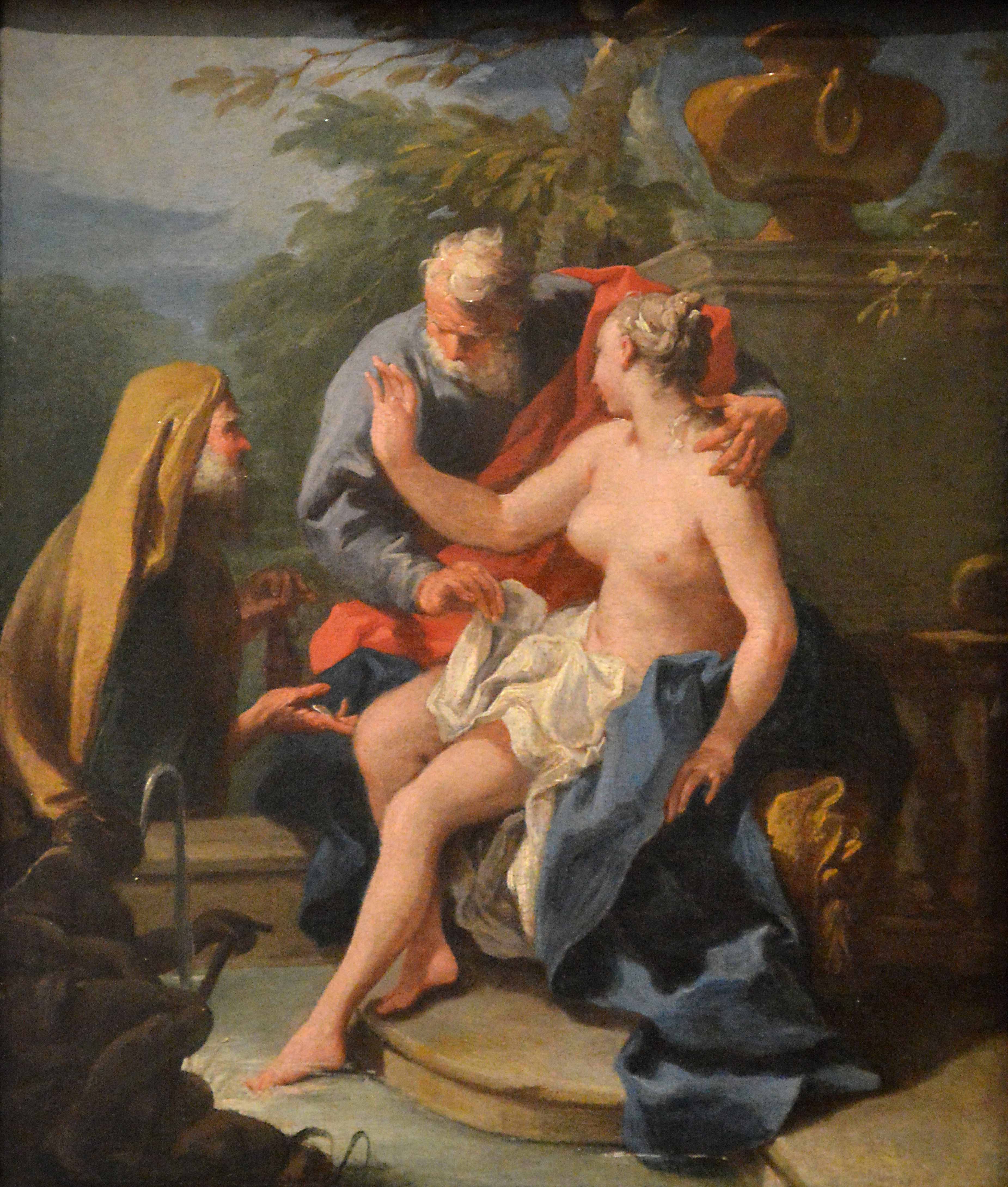
Susana y los viejos, h. 1723/25. Óleo sobre lienzo, 46 x 37 cm, París, musée du Louvre.

Giovanni Battista Pittoni (Venecia, 6 de junio de 1687-16 de noviembre de 1767) fue un pintor italiano. Destacó como autor de temas religiosos, históricos y mitológicos, tratados con artificioso dramatismo de gusto rococó. Aunque es probable que nunca saliese de Italia, disfrutó de considerable prestigio más allá de sus fronteras lo que posibilitó que recibiese encargos de diversas cortes europeas.

## Biografía
Hijo de un sombrero, se formó como pintor en el taller de su tío Francesco Pittoni, un pintor de estricta formación artesanal barroca y posiblemente marchante de arte, si se le puede relacionar con el Francesco Pittoni que en una caricatura de Antonio María Zanetti aparece con el título de comerciante de arte en París. No se puede descartar que Giovanni Battista lo acompañase en algún viaje a la capital francesa en torno a 1720, lo que explicaría las semejanzas que se encuentran entre sus obras y las de los pintores rococó franceses, influencias que se agregarían a las de Francesco Solimena o Antonio Balestra que el pintor, de espíritu vivaz e insatisfecho con las enseñanzas de su maestro, según afirman sus primeros biógrafos, incorporó muy pronto a su propio estilo apartándose de lo aprendido con su tío, cuyo taller podría haber abandonado ya en 1713, cuando alcanzó su primer éxito público.
Sus obras, raramente firmadas y fechadas, plantean dificultades de ordenación cronológica. El problema se agrava particularmente para el periodo inicial, que alcanzaría hasta 1726, por la pérdida de los trabajos realizados en colaboración con su tío para el oratorio de San Gallo en Venecia, de las que hay noticia por Zanetti, quien se refería a ellas como las primeras pinturas de Pittoni. La primera obra que se le puede atribuir de forma indudable es el pequeño retablo con la Aparición de la Virgen a San Felipe Neri en la iglesia de San Giovanni Elemosinario en Venecia, de hacia 1715, obra en algún aspecto inmadura pero con rasgos que la independizan ya de la influencia del tío. A este primer momento corresponden el Martirio de Santo Tomás de la iglesia de San Stae de Venecia, acabado en 1722, y Diana y Acteón (Museo de Vicenza), aún barrocas en su esencia, pero en las que se vislumbran ya los principales caracteres de su pintura posterior: riqueza de color, libre distribución de las formas, un extremo rigor en la definición de los detalles y un sentido refinado de la composición, propios ya del rococó europeo.
El retablo de San Pedro, San Pablo y Pío V adorando a la Virgen en la iglesia de Santa Corona de Vicenza, completado en 1723, marca la inflexión rococó en la pintura de Pittoni, en la misma dirección de Sebastiano Ricci y Giovanni Battista Tiepolo. De 1725 es la tela de altar con la Muerte de san José para la iglesia de Santa María in Organo de Verona y, dos años posteriores, las pinturas al fresco de la villa Widman en Bagnoli di Sopra, una técnica difícil de conciliar con el estilo minucioso de su pintura, lo que explica que, a diferencia de los otros grandes maestros venecianos de su tiempo, apenas la practicase. Más cómodo debía de sentirse con las grandes telas pintadas al óleo para ser aplicadas directamente a la pared, los llamados en italiano teleros, como el que representa la Multiplicación de los panes y los peces para la iglesia de los Santos Cosme y Damián en la Giudecca, muy elogiado por sus contemporáneos, o el de la Justicia y la Paz, pintado para uno de los techos de Ca' Pesaro, ambos de los primeros años de la década de 1730. También en esos años, consolidada su fama más allá de las fronteras, recibió encargos de grandes telas de altar para Cracovia (cinco lienzos para la iglesia de Mariacki), Bad Mergentheim (Santa Isabel repartiendo limosnas), la iglesia agustina de Dießen am Ammersee (El martirio de san Esteban) o la capilla del palacio de Schönbrunn en Viena.
Paralelamente a estas grandes composiciones, Pittoni inició la creación de obras en pequeño formato de temas mitológicos (Baco y Ariadna, Marte y Venus, El sacrificio de Polixena) o de la historia romana (La continencia de Escipión) con pincelada minuciosa, amplios ropajes, poses teatrales y, con frecuencia, carácter erótico, con las que obtuvo notable éxito como demuestran las múltiples copias existentes de ellas. De muchas de esas copias es responsable el taller, de cuyo funcionamiento se sabe poco, para el que Pittoni realizó bocetos que alcanzan la consideración de obras de arte por sí mismas y prototipos de figuras que podían repetirse en diferentes contextos y composiciones, no siempre de forma convincente.
Pittoni tuvo también una destacada participación en las actividades corporativas de los pintores venecianos. Ya en 1729 desempeñó el cargo de prior en la Cofradía de los Pintores y en 1756, bajo la presidencia de Tiépolo, ocupó el puesto de consejero de la recientemente creada Academia, para la que pintó La Anunciación como trabajo de recepción. En dos momentos, 1758 y 1763/64, fue presidente de la corporación.

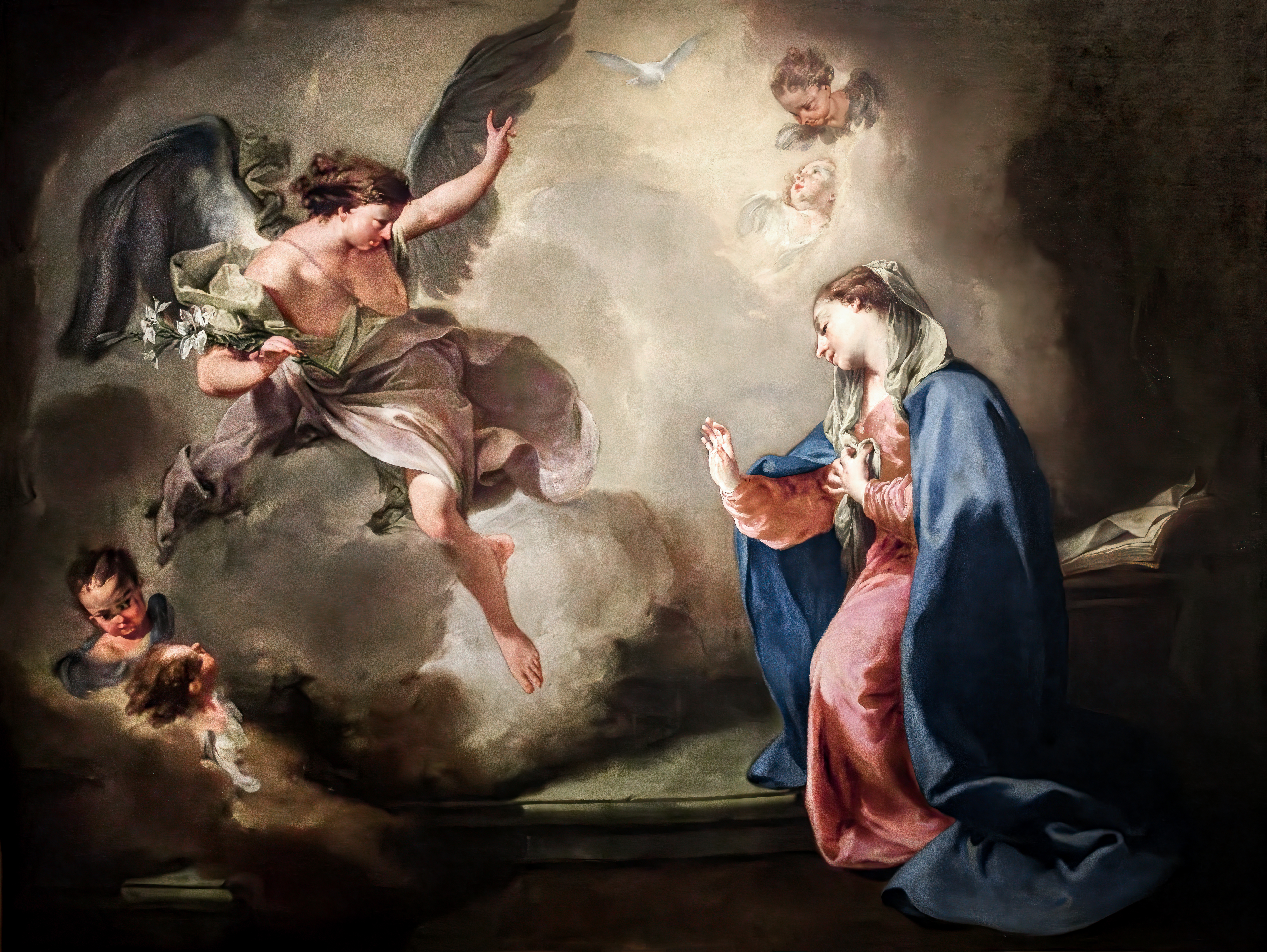
La Anunciación, 1757. Óleo sobre lienzo, 153 x 210 cm, Venecia, Galería de la Academia.

Aunque a través de Filippo Juvarra estuvo relacionado con la corte española, su presencia en museos españoles es muy escasa, estando representado únicamente por dos obras de la colección Thyssen-Bornemisza: El sacrificio de Polixena, réplica del taller de un tema repetido por Pittoni en varias ocasiones cuyo original se encuentra en la Staatsgalerie de Stuttgart, expuesto en el Museo Thyssen-Bornemisza de Madrid, y El descanso en la huida a Egipto, depositada en el MNAC de Barcelona, y un boceto, Virgen con el Niño y santos, en el Museo del Prado. En la colección del Patrimonio Nacional se conserva además La entrada triunfal de Alejandro Magno en Babilonia, encargo de Felipe V por mediación de Juvarra con destino al Palacio Real de la Granja de San Ildefonso, donde debía integrarse en una serie de trabajos de distintos artistas, que nunca llegó a instalarse. La correspondencia entre Juvarra y Pittoni, conservada en el archivo del Palacio Real de Madrid, revela, por otra parte, la dedicación de Pittoni al comercio de obras de arte, con el ofrecimiento de venta de noventa y dos cuadros de las escuelas flamenca y holandesa.